# Dicranota (Dicranota) guerini
Dicranota (Dicranota) guerini is een tweevleugelige uit de familie Pediciidae. De soort komt voor in het Palearctisch gebied.